# Alícia Borràs Ricart
Alicia Borrás Ricart (Ciutadella, Menorca, 1945) és una model menorquina escollida Miss Espanya l'any 1965.
L'any 1965 guanya el concurs de Miss Espanya i participa en altres concursos de bellesa com Miss Univers i Miss Europa, on va quedar com a Tercera Dama d'Honor. El 1973 es va casar amb el cantant d'origen alemany Carlos Bernardo Tessmar i viu durant dècades a Milà, Alemanya i Luxemburg. El 2016, amb 70 anys, va ser contractada per a la campanya de roba juvenil de Desigual.